# سانت أمور
سانت أمور هي بلدية فرنسية تقع بإقليم جورا شرق فرنسا .